# Андерсон, Сэм
 Сэм Андерсон (англ. Sam Anderson) — американский актёр, известный благодаря ролям в таких фильмах и сериалах как «Форрест Гамп», «Остаться в живых», а также «Ангел».

## Биография и карьера
Сэм Андерсон родился 13 мая 1945 года в Уопетоне (Северная Дакота, США).
Окончил Университет Северной Дакоты в Гранд Форксе. Член писательской ассоциации США.
На телевидении с 1978 года, активно снимается в телесериалах. Самая известная роль — мистер Горпли в сериале «Незнакомец». Также снимался в телесериале «Остаться в живых», сыграв Бернарда Нэдлера.
Первой киноработой актёра стал фильм 1995 года «Толкачи и кидалы», в котором исполнил роль Рэя Берга. Среди ролей Сэма Андерсона в кино — Хью Хэнкок в «Форрест Гампе» (1994), Чарльз Петтон в «Чуваках» (2002), Джордж в «Уроках соблазнения» (2004).
В начале 1970-х он преподавал драму в Колледже Долины Антилопы в Ланкастере, штат Калифорния.
Он и его жена — родители близнецов.

## Фильмография
| Год       |   | Русское название               | Оригинальное название       | Роль                                        |
| --------- | - | ------------------------------ | --------------------------- | ------------------------------------------- |
| 1987      | ф | Ла Бамба                       | La Bamba                    | мистер Людвиг                               |
| 1988      | ф | Зубастики 2: Основное блюдо    | Critters 2: The Main Course | мистер Морган                               |
| 1990      | ф | Ангел тьмы                     | Dark Angel                  | Уоррен                                      |
| 1992      | ф | Исповедь невидимки             | Memoirs of an Invisible Man | председатель комитета палаты представителей |
| 1994      | ф | Форрест Гамп                   | Forrest Gump                | директор Хью Хэнкок                         |
| 1994      | ф | Кукловоды                      | The Puppet Masters          | Калбертсон                                  |
| 1994—2007 | с | Скорая помощь                  | ER                          | доктор Джек Кейсен                          |
| 1998      | с | Друзья                         | Friends                     | доктор Харад, сезон 5 эпизод 3              |
| 2000—2001 | с | Ангел                          | Angel                       | Холланд Мэннэрс                             |
| 2002      | ф | Чуваки                         | Slackers                    | Чарльз Пэттон                               |
| 2005—2010 | с | Остаться в живых               | Lost                        | Бернард Нэдлер                              |
| 2011      | ф | Воды слонам!                   | Water for Elephants         | мистер Хайд                                 |
| 2014      | ф | Пришествие Дьявола             | Devil’s Due                 | отец Томас                                  |
| 2014      | с | Гримм                          | Grimm                       | Ролек Портер                                |
| 2016      | ф | Уиджи. Проклятие доски дьявола | Ouija: Origin of Evil       | мистер Браунинг                             |
| 2022      | ф | Там, где раки поют             | Where the Crawdads Sing     | Тейт в 1970-е                               |
| 2024      | с | Мэтлок                         | Matlock                     | Эдвин Кингстон                              |